# Petro Kilekwa
Petro Kilekwa (também Chilekwa, final da década de 1860/início da década de 1870 - 1967) era um homem africano que, depois de ter sido escravizado, tornou-se professor e depois sacerdote anglicano. Sua autobiografia, publicada em 1937, foi intitulada Slave Boy to Priest: The Autobiography of Padre Petro Kilekwa.

## Biografia
Kilekwa nasceu na Zâmbia, em uma vila de Bissa, na tribo Mbisa, perto do lago Bangweulu. Seu nome de origem é "Chilekwa", sendo o Ki, como diz em sua autobiografia, "um prefixo suaíli". Ele foi escravizado na década de 1870 quando menino no que chamou de "guerras Maviti" (o termo pode apontar para "qualquer bandido, e não para um grupo étnico específico"). Sua mãe não conseguiu pagar seu resgate - oito metros de tecido de chita - e ele foi levado para a costa, indo para o Golfo Pérsico. No entanto, o navio de seus escravizadores foi parado pela Marinha Real; HMS Osprey levou-os para Muscat. O grupo passou mais ou menos um mês lá, mas então Kilekwa e outro garoto, Mambwala, foram voluntários para servir no Osprey e se tornar marinheiros. Eles fizeram trabalhos esquisitos enquanto os Osprey, à procura de escravos, navegavam pelo Golfo e subiam o Eufrates até Basra (no atual Iraque). Um dia, enquanto a maioria dos marinheiros estava em terra em Bushehr, na Pérsia, os escravos tentaram sequestrá-los, mas foram impedidos. Eles viajaram até a Índia e foram passear em Bombaim. Quando o Osprey retornou à Inglaterra, os dois foram transferidos para o HMS Bacchante; eles estavam em Bombaim novamente para o Jubileu de Ouro da rainha Vitória em 1887.
Kilekwa então foi para Zanzibar, onde a Missão das Universidades na África Central cuidou dele. Ele foi batizado e treinado como professor. Ele se casou com uma mulher, Beatrice Muyororo, com um histórico semelhante: ela também havia sido escravizada e libertada pela Marinha Britânica e, como Kilekwa, se converteu ao cristianismo e se tornou professora. Eles ensinaram juntos perto do lago Malawi, onde Kilekwa se tornou diácono e seis anos depois sacerdote. Foi ordenado no final de junho de 1917, com três outros: Leonard Kangati, Lawrence Cisui e Gilbert Mpalila.
Em 1949, ele se aposentou, morando em Kiungani (na região de Pwani, na Tanzânia), em "uma pequena propriedade arrendada a ele pelo governo". Ele morreu em 1967, em meados dos anos noventa.